# نادي الثورة
نادي الثورة الرياضي هو فريق كرة قدم عراقي مقره في كركوك، يلعب في الدوري العراقي الدرجة الثانية.

## روابط خارجية
- نادي الثورة على Goalzz.com
- أندية العراق - تواريخ التأسيس